# Pierwsza intifada
Pierwsza intifada (hebr. האינתיפאדה הראשונה, arab. انتفاضة فلسطينية أولى), zwana również „wojną kamieni” – masowe powstanie Palestyńczyków przeciwko izraelskiej okupacji Palestyny. Powstanie rozpoczęło się 9 grudnia 1987 w obozie palestyńskich uchodźców Dżabalija w Strefie Gazy i szybko rozprzestrzeniło się na Zachodni Brzeg i Wschodnią Jerozolimę.
Palestyńskie działania obejmowały kilka form nieposłuszeństwa obywatelskiego, takich jak: strajki, bojkot izraelskich towarów, malowanie graffiti oraz demonstracje, podczas których dochodziło do starć z izraelską armią. Zdjęcia prasowe, ukazujące palestyńskich młodzieńców rzucających kamieniami w ciężko uzbrojonych izraelskich żołnierzy, przyniosły intifadzie międzynarodowy rozgłos.
Podczas pierwszej intifady w walkach zginęło 1162 Palestyńczyków i 160 Izraelczyków. Ponadto ponad 1000 Palestyńczyków zostało zabitych przez swoich rodaków na skutek oskarżenia o kolaborację z władzami izraelskimi.

## Wprowadzenie
W wyniku wojny sześciodniowej 1967 Izrael zajął Zachodni Brzeg Jordanu i Strefę Gazy. W Strefie Gazy żyło 381 tys., a na Zachodnim Brzegu Jordanu około 586 tys. Arabów, którzy od tego momentu zostali poddani wojskowej administracji Izraela. Izraelczycy starali się przestrzegać czterech głównych zasad:
1. ograniczenie bezpośredniej obecności wojskowej,
2. nieinterweniowanie i normalizacja życia codziennego,
3. poprawa standardów życia,
4. dążenie do otworzenia mostów na rzece Jordan.

Wprowadzanie tych zasad w życie leżało w interesie lokalnej społeczności arabskiej, a pomimo to wśród Palestyńczyków narastało poczucie frustracji. Uważali oni, że znajdują się pod izraelską okupacją i o wszystkie niepowodzenia oskarżali Izrael. Niewątpliwie korzenie tego sięgały okresu pierwszej wojny izraelsko-arabskiej 1948 i licznych masakr Arabów dokonanych przez żydowskie oddziały. Zniszczono wówczas około 500 arabskich wiosek, a 750 tys. Palestyńczyków uciekło z kraju.
Od 1964 przeciwko Izraelowi rozpoczęła walkę Organizacja Wyzwolenia Palestyny, która uważała siebie za oficjalnego przedstawiciela interesów narodu palestyńskiego. W następstwie wojny libańskiej w 1982 siły OWP musiały opuścić Liban. Od tego momentu główna kwatera Jasira Arafata znajdowała się w Libii. Stamtąd kierowano licznymi zamachami w Izraelu i większością ataków na cele izraelskie na świecie. Pomimo to Palestyńczycy odczuwali, że poparcie dla ich walki z Izraelem nieustannie słabnie. Potwierdzeniem tego mógł być przebieg IV Nadzwyczajnego Szczytu Ligi Arabskiej w Ammanie (8–12 listopada 1987). Obrady skoncentrowały się głównie na wojnie iracko-irańskiej, odsuwając problem palestyński na dalszy plan. Rodziło to poczucie rosnącego niezadowolenia i pogłębiającą się frustrację Palestyńczyków.
Palestyńczycy i ich zwolennicy twierdzą, że intifada była odpowiedzią na „brutalny ucisk” ze strony Izraela, który rzekomo obejmował zabójstwa, masowe aresztowania, rozbiórki domów, deportacje itp., jednak w rzeczywistości przed wybuchem palestyńskiego powstania rzadko dochodziło do podobnych wydarzeń. Do tego momentu Izraelczycy uważali rozbiórkę domów za niewyobrażalną karę i nie stosowano takich represji (od czasu wojny o niepodległość 1948). Po wybuchu intifady, gdy OWP zaczęła wypłacać odszkodowania pokrzywdzonym palestyńskim rodzinom, rozbiórki domów „zostały uznane za kolejny bodziec pobudzający opór”.
Palestyńczycy czuli się opuszczeni przez swoich arabskich sojuszników. Wielu Palestyńczyków było zgorzkniałych i nie chciało pogodzić się z perspektywą życia jako obywatele drugiej klasy, pozbawieni większości praw politycznych. Czynnik społecznego niezadowolenia był tak duży, że wystarczyła niewielka iskra do wybuchu powstania. Oddalenie przywódców OWP z łatwością mogli wykorzystać duchowi przywódcy muzułmańscy, którzy coraz aktywniej działali w Strefie Gazy. W 1987 członkowie radykalnej islamskiej organizacji Hamas założyli w Gazie Centrum Islamskie. Stało się ono siedzibą młodych muzułmanów, którzy byli gotowi poświęcić swoje życie za wiarę. Kierujący przebiegiem wydarzeń, Hamas – w odróżnieniu od świeckiego OWP – kategorycznie odrzucał możliwość jakichkolwiek rozmów pokojowych z Izraelem, uznając walkę zbrojną za sposób realizacji głównego celu, jakim było wyzwolenie całej Palestyny z okupacji izraelskiej.

### Katalizator
Wzrost niezadowolenia społecznego wykorzystali muzułmańscy ulemowie, którzy zaczęli w grudniu 1987 w meczetach Strefy Gazy wzywać do rozpoczęcia powstania antyizraelskiego. Wykorzystano przy tym wydarzenie z 1 października, kiedy to izraelscy komandosi zastawili w pobliżu Gazy zasadzkę na terrorystów z Islamskiego Dżihadu. W zasadzkę wpadła jednak grupa przypadkowych Palestyńczyków i zginęło 7 cywilów.
Nawoływanie duchownych w meczetach wywołało gniew i drobne starcia uliczne z izraelskimi żołnierzami, jednak do wybuchu powstania potrzebnych było więcej katalizatorów. Tak się złożyło, że 6 grudnia palestyńscy terroryści zasztyletowali żydowskiego osadnika, który robił zakupy w Gazie. Spowodowało to wzrost napięcia i wzajemną nieufność Izraelczyków i Palestyńczyków.
8 grudnia 1987 doszło do nieszczęśliwego wypadku samochodowego w obozie uchodźców palestyńskich Dżabalija w Strefie Gazy. Kierowca ciężarówki wojskowej stracił kontrolę nad samochodem i w wypadku zginęło 4 Palestyńczyków. Stało się to pretekstem do wybuchu gwałtownych zamieszek w obozie uchodźców i przy przejściu granicznym Eretz. Podczas zamieszek izraelscy żołnierze dodatkowo zastrzelili 18-letniego Palestyńczyka. Wywołało to wybuch gniewu w Strefie Gazy, który szybko rozprzestrzenił się na cały Zachodni Brzeg Jordanu i Jerozolimę Wschodnią.

## Intifada
9 grudnia 1987 wybuchły palestyńskie zamieszki w obozie uchodźców Dżabalija (około 60 tys. mieszkańców) w Strefie Gazy. W następnych dniach zamieszki objęły swoim zasięgiem całą Strefę Gazy oraz Zachodni Brzeg Jordanu. Rozpoczęło się palestyńskie powstanie intifada, której celem było wywalczenie prawa do proklamowania niepodległego państwa Palestyna.
Początkowo starcia palestyńsko-izraelskie wybuchały bardzo spontanicznie i przebiegały całkowicie chaotycznie. Młodzi Palestyńczycy zazwyczaj atakowali kamieniami izraelskich policjantów, którym na pomoc przybywali żołnierze. Jednak z czasem Palestyńczycy zmienili taktykę działania, wykorzystując do atakowania butelki zapalające i granaty ręczne. Bardzo często zza pleców rzucających kamieniami dzieci strzelali terroryści palestyńscy. Żołnierze izraelscy odpowiadali ogniem na ostrzał i wówczas ofiarą padały najczęściej dzieci. Stawało się to tematem reportaży, które pozyskiwały Palestyńczykom poparcie Zachodu. Arabskie wioski, miejscowości i obozy uchodźców zostały otoczone barykadami, za którymi ukrywali się młodzi bojownicy atakujący kamieniami izraelskie patrole wojskowe. Mieszkańcy osiedli mogli się cieszyć poczuciem względnej wolności, której nie naruszała obecność żołnierzy izraelskich. Działaniami palestyńskimi starali się kierować muzułmańscy przywódcy duchowi, wywodzący się z Centrum Islamskiego przy Uniwersytecie w Gazie. Jako zbrojne ramię wystąpił wówczas po raz pierwszy Hamas. Wsparcie zapewniali dysydenci OWP i radykalne organizacje islamskie działające poza granicami kraju.
Początkowo żołnierze izraelscy tłumili zamieszki pałkami. Ówczesny minister obrony Icchak Rabin w styczniu 1988 zachęcał żołnierzy i policjantów do łamania kości Palestyńczyków. Mówił on: „pierwszym priorytetem sił bezpieczeństwa ma być stanięcie na przeszkodzie agresywnym demonstracjom z siłą, mocą i ciosami ... Damy jasno do zrozumienia, gdzie przebiegają terytoria”. Izraelscy żołnierze stosowali także gumowe kule, które zmniejszały liczbę ofiar. Latem 1988 izraelskie władze podjęły decyzję o zamknięciu wszystkich arabskich szkół w Strefie Gazy i na Zachodnim Brzegu Jordanu. Uczyniono tak, aby stłumić intifadę, jednak budzi to duże wątpliwości, gdyż palestyńskie dzieci nie będąc na lekcjach w szkołach wychodziły na ulice i dawały się wciągnąć w demonstracje oraz zamieszki. Decyzja o zamknięciu szkół miała obowiązywać aż do odwołania.
Szwedzka organizacja Save the Children oceniła, że w dwóch pierwszych latach trwania intifady od 23 600 do 29 900 palestyńskich dzieci potrzebowało pomocy medycznej (jedna trzecia tych dzieci miała poniżej 10 lat).
Eskalacja przemocy była tak duża, że 22 grudnia 1987 Rada Bezpieczeństwa ONZ przegłosowała Rezolucję nr 605, potępiającą Izrael za spowodowanie śmierci tak dużej liczby palestyńskich cywilów.

### Ofiary intifady
| Rok               | Izraelscy cywile zabici przez Palestyńczyków | W tym poniżej 17 lat | Izraelscy żołnierze zabici przez Palestyńczyków |
| ----------------- | -------------------------------------------- | -------------------- | ----------------------------------------------- |
| 9–31 grudnia 1987 | 0                                            | 0                    | 0                                               |
| 1988              | 8                                            | 3                    | 4                                               |
| 1989              | 20                                           | 1                    | 11                                              |
| 1990              | 17                                           | 0                    | 5                                               |
| 1991              | 14                                           | 0                    | 5                                               |

Źródło danych: B’Tselem.
| Rok               | Palestyńczycy zabici przez izraelską armię | W tym poniżej 17 lat | Palestyńczycy zabici przez izraelskich cywilów | W tym poniżej 17 lat |
| ----------------- | ------------------------------------------ | -------------------- | ---------------------------------------------- | -------------------- |
| 9–31 grudnia 1987 | 22                                         | 5                    | 0                                              | 0                    |
| 1988              | 290                                        | 48                   | 20                                             | 2                    |
| 1989              | 286                                        | 78                   | 19                                             | 5                    |
| 1990              | 126                                        | 23                   | 19                                             | 2                    |
| 1991              | 96                                         | 24                   | 8                                              | 3                    |

Źródło danych: B’Tselem.

### Płaszczyzna polityczna konfliktu
Różne państwa świata zajmowały odmienne stanowisko względem intifady w różnych okresach jej trwania. Państwa arabskie tradycyjnie już udzieliły poparcia politycznego i finansowego Palestyńczykom, uznając powstanie za część wojen izraelsko-arabskich. Dlatego w lutym 1988 arabskie państwa Zatoki Perskiej zaoferowały kilka milionów dolarów pomocy dla Hamasu, który rozwijał swoją działalność w Strefie Gazy. Na czele Hamasu stał charyzmatyczny duchowy przywódca szejk Ahmad Jasin, który zachęcał Palestyńczyków do nienawiści i walki przeciwko Izraelowi.
Latem 1988 Palestyńczycy stworzyli Zjednoczone Narodowe Kierownictwo Powstania, składające się z przedstawicieli wszystkich organizacji palestyńskich, w tym OWP i Hamasu, które rywalizowały ze sobą o wpływy wśród Arabów. Teraz palestyńskie organizacje miały ze sobą współdziałać, tworząc jeden wspólny front walki z Izraelczykami.
Tymczasem przywódcy Izraela stopniowo dochodzili do zrozumienia, że nie ma możliwości siłowego rozwiązania konfliktu izraelsko-arabskiego i należy poszukiwać możliwości negocjacji pokojowych. Dlatego 1 sierpnia 1988 minister Ezer Weizman zadeklarował gotowość do rozmów z Organizacją Wyzwolenia Palestyny, jeśli ta „uzna państwo Izrael”.

### Państwo Palestyna
15 listopada 1988 Palestyńska Rada Narodowa przyjęła w Algierze deklarację niepodległości państwa Palestyna na terytorium Zachodniego Brzegu Jordanu i Strefy Gazy. Ogłoszenie niepodległości nie tworzyło państwa Palestyna, dotyczyło przede wszystkim struktury politycznej in statu nascendi proklamowanej na podstawie deklaracji niepodległości. Państwo Palestyna, jako niepodległy organizm polityczny, nie zostało formalnie uznane ani przez Izrael, ani przez ONZ. Jednak około 100 państw (w tym Polska) utrzymuje kontakty dyplomatyczne z Autonomią Palestyńską, choć w niektórych przypadkach, np. na forum ONZ, używa się obecnie dla tego obszaru nazwy Palestyna, a nie Autonomia Palestyńska. Również Liga Państw Arabskich przyjęła Palestynę na swojego członka pod nazwą „Państwo Palestyny”.
Przełomowym wydarzeniem okazała się wypowiedź przewodniczącego OWP, Jasira Arafata, jaką wygłosił w grudniu 1988 w Genewie (Szwajcaria). Oświadczył on, że OWP poprze rozwiązanie konfliktu arabsko-izraelskiego w oparciu o Rezolucje Rady Bezpieczeństwa ONZ nr 242 i 338. Tym samym OWP uznała prawo do istnienia państwa Izrael w granicach sprzed 1967. Stany Zjednoczone zaakceptowały oświadczenie Jasira Arafata i zezwoliły swoim politykom na podjęcie kontaktów dyplomatycznych z OWP. Był to przełom, umożliwiający poszukiwanie drogi pokojowego rozwiązania konfliktu.

### Zmiana taktyki Palestyńczyków
Rok 1989 charakteryzował się poszukiwaniem nowych metod walki przez Palestyńczyków. Początkowo zastosowali oni metodę porywania Izraelczyków, których następnie najczęściej mordowano. Miało to na celu zastraszenie izraelskiej opinii publicznej i zwrócenie na siebie uwagi przez media międzynarodowe. Jednak największa zmiana była związana z mocnym zaangażowaniem się radykalnych organizacji islamskich Hamas i Islamski Dżihad w prowadzenie zamachów terrorystycznych w Izraelu. 6 lipca 1989 terrorysta z Islamskiego Dżihadu uprowadził autobus linii nr 405 pomiędzy Tel Awiwem a Jerozolimą, zjechał z drogi i wpadł do głębokiego wąwozu. Zginęło 16 Izraelczyków, a 27 osób zostało rannych. Był to pierwszy zamach samobójczy w Izraelu.
W odpowiedzi izraelskie siły bezpieczeństwa rozszerzyły swoje działania, tworząc dużą siatkę tajnych współpracowników i przeprowadzając liczne aresztowania przywódców palestyńskich. Starano się rozbić strukturę dowodzenia organizacji palestyńskich i w ten sposób stłumić intifadę. W toku tych operacji pod koniec 1989 aresztowano duchowego przywódcę Hamasu, szejka Ahmeda Jasina, którego następnie skazano na dożywotnie więzienie za nakłanianie do zabijania Izraelczyków.
Izraelski historyk Benny Morris twierdzi, że w czerwcu 1990 „intifada zaczęła wygasać. Przejawem frustracji OWP był znaczny wzrost zabójstw współpracowników; w 1991 Izraelczycy zabili mniej Palestyńczyków – około 100 – niż Palestyńczycy zabili samych siebie – około 150”.

### Sprawa Iraku
Kolejnym przełomowym wydarzeniem dla intifady okazała się inwazja wojsk irackich na Kuwejt (2 sierpnia 1990). Stworzyło to realne zagrożenie dla sąsiedniej Arabii Saudyjskiej i doprowadziło do utworzenia wielkiej międzynarodowej koalicji, która zgromadziła swoje wojska w Zatoce Perskiej, przygotowując się do wojny z Irakiem. Tymczasem 5 sierpnia 1990 przewodniczący OWP Jasir Arafat przyleciał do Iraku, okazując publicznie swoje poparcie dla inwazji na Kuwejt. Iracki prezydent Saddam Husajn udzielał OWP 4 mln USD pomocy finansowej miesięcznie.
17 stycznia 1991 wojska sprzymierzonych rozpoczęły Operację „Pustynna Burza”, w trakcie której do 28 lutego zniszczona została większość wojsk irackich. Opowiedzenia się Jasira Arafata po przegranej stronie Iraku bardzo osłabiło pozycję OWP. Przegrana iracka spowodowała osłabnięcie siły intifady i zmusiła Palestyńczyków do wyrażenia zgody na rozpoczęcie negocjacji pokojowych z Izraelem. W 1991 odbyła się konferencja pokojowa w Madrycie.

## Wyniki
Ogółem podczas pierwszej intifady zginęło 1162 Palestyńczyków (w tym 241 dzieci) i 160 Izraelczyków (w tym 5 dzieci). Dodatkowo około 1 tys. Palestyńczyków zostało zabitych przez Palestyńczyków za domniemaną współpracę z władzami izraelskimi. Jednak w rzeczywistości zaledwie 40–45% z zabitych współpracowało z Izraelem.
Palestyńskie powstanie intifada nigdy nie przybrało formy regularnych starć zbrojnych lub partyzanckich, ponieważ rola i siły OWP były w znacznym stopniu ograniczone. Palestyńczycy nigdy nie oczekiwali, że ich powstanie osiągnie jakieś bezpośrednie korzyści w walce z państwem izraelskim, jednak osiągnięto kilka pozytywnych dla strony palestyńskiej rezultatów:
- Palestyńczycy zdołali po raz pierwszy scementować w jedną całość swój naród, tworząc wizję utworzenia państwa palestyńskiego dla narodu palestyńskiego w Palestynie. Oznaczało to koniec ery izraelskich dyskusji nad „rozwiązaniem jordańskim”, w którym ojczyzną dla Palestyńczyków miała być Jordania[17].
- Ostra reakcja izraelskich sił bezpieczeństwa na intifadę spowodowała zwrócenie uwagi międzynarodowej na trudną sytuację Palestyńczyków, którzy byli więzieni na swojej własnej ziemi. Szczególnie niepokojąca była wysoko liczba ofiar wśród palestyńskich dzieci (wiele z nich w momencie postrzelenia rzucało kamieniami w żołnierzy izraelskich). Co znamienne, liczne media amerykańskie otwarcie krytykowały Izrael za nadmierną eskalację przemocy. Intifada zdołała przesunąć kwestię palestyńską na płaszczyznę dyplomacji międzynarodowej, angażując w konflikt Organizację Narodów Zjednoczonych, Unię Europejską, Stany Zjednoczone i Związek Radziecki. W konsekwencji Europa mocno zaangażowała się w pomoc gospodarczą dla nowo powstałych władz Autonomii Palestyńskiej[18].
- Intifada zadała także ciężki cios gospodarce Izraela. Centralny Bank Izraela ocenił poniesione straty na 650 mln USD w samym tylko eksporcie, a należy dodać do tego jeszcze straty w usługach, turystyce i bojkocie towarów izraelskich.
- Konsekwencją pierwszej intifady było zwołanie w 1991 konferencji pokojowej w Madrycie i tym samym wejście OWP na arenę dyplomacji międzynarodowej. Dalsze rozmowy, prowadzone w następnych latach, doprowadziły do utworzenia Autonomii Palestyńskiej.